# Palazzo Ghini

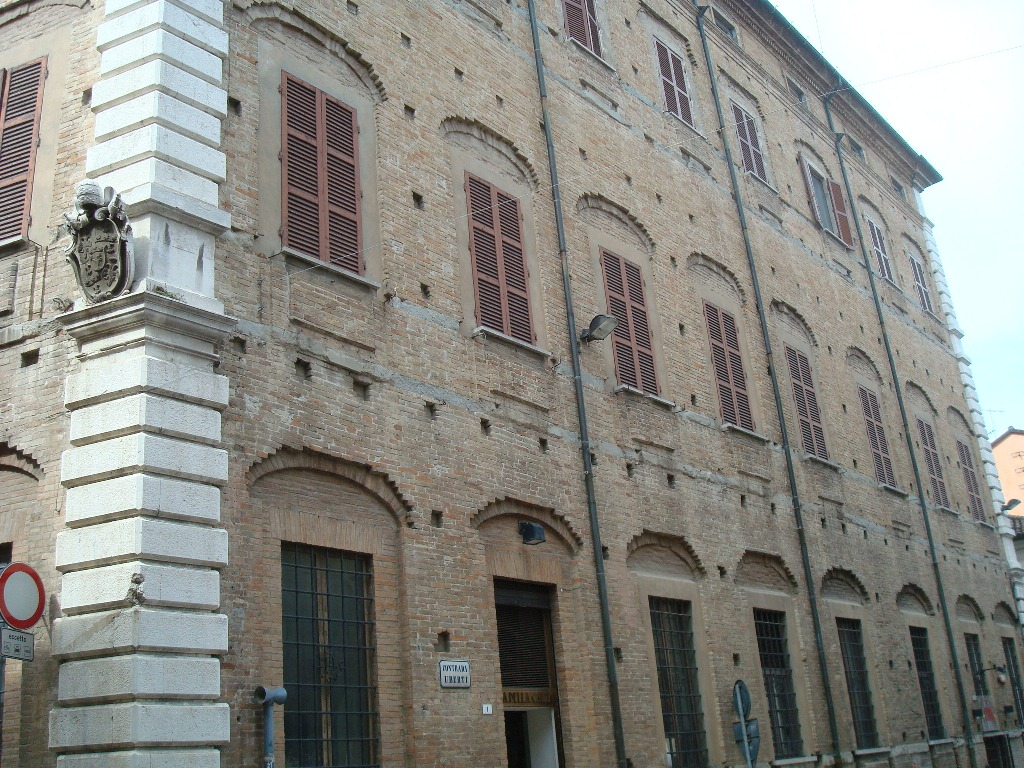
Palazzo Ghini, Fassade zum ‚‚Corso Sozzi‘‘

Der Palazzo Ghini ist ein Palast im historischen Zentrum von Cesena in der italienischen Region Emilia-Romagna. Er liegt am Corso Sozzi. Bei dem Gelände handelt es sich um ein archäologisch sehr fruchtbares Gebiet: Die Funde beweisen die Existenz zahlreicher römischer Bauten aus dem 3. und 2. Jahrhundert v. Chr. Der Palast war ein Jahrhundert lang die Residenz der Markgrafen Ghini.

## Geschichte
Der heutige Palast wurde 1680 nach einem Auftrag der Gebrüder Giacomo, Francesco und Alessandro Bruno Ghini an den fähigen Architekten Pier Mattia Angeloni aus Cesena errichtet.

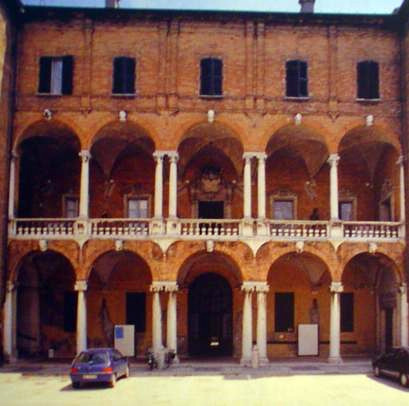
Palazzo Ghini, Fassade im Innenhof

Nach einer Erbteilung konnte Monsignore Ghino Ghini, einer der bekanntesten Persönlichkeiten der Kultur in der Stadt zwischen dem 19. und dem 20. Jahrhundert, das gesamte Anwesen kaufen. Er gab dem Palast die Konnotation einer kirchlichen Residenz und stiftete ihn dem Jesuitenorden von Cesena, der gemäß seinem Willen seinen Sitz von 1942 bis 1962 dort hatte und eine apostolische Schule betrieb. Heute gehört der Palast der Kurie.

## Beschreibung

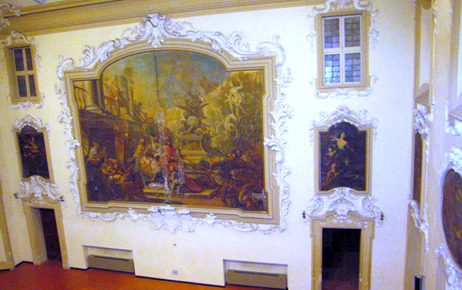
Palazzo Ghini, Fresko

Der Palast erhebt sich imposant und majestätisch mit Blick auf das gesamte Stadtzentrum. Dieses gewinnt durch seine einzigartige Höhe gegenüber den angrenzenden, historischen Palästen und den Marmor aus Istrien, der, verziert mit den apostolischen Wappen von Pius VI., die Konturen begrenzt. Der Palast hat eine massige Bauweise; an den Ecken aus istrischem Kalkstein finden sich die päpstlichen Insignien von Pius VI. Die Fassade im Innenhof präsentiert einen der eindrucksvollsten Anblicke der gesamten Romagna: Es handelt sich um eine glänzende, dreireihige Loggia mit Säulen in weißem Stein in den beiden unteren Reihen, von denen aus man einen der seltenen Frontalblicke auf die Biblioteca Malatestiana genießen kann. Von der Treppe gelangt man auf eine Loggia, die mit vier Statuen von Francesco Calligari verziert ist („Minerva“, „Ceres“, „Gloria“ und „Mars“); von dort aus kann man in den großen Ehrensalon weitergehen, der von einem Gemäldezyklus von Giacomo Bolognini gekennzeichnet ist, die dieser in den Jahren 1719–1721 schuf. Es gibt dort auch offizielle und persönliche Geschenke an die Päpste Pius VI. und Pius VII., nahe Verwandte der Familie, die Marmorbüsten der genannten Päpste, für die diese beiden Modell gestanden hatten.